# Discosomidae
A Discosomidae a virágállatok (Anthozoa) osztályába és a Corallimorpharia rendjébe tartozó család.
A WoRMS adatai szerint 21 elfogadott faj tartozik ebbe a korallcsaládba.

## Rendszerezés
A családba az alábbi 5 nem tartozik:
- Amplexidiscus Dunn & Hamner, 1980 - 1 faj
- lapanemóna (Discosoma) Rüppell & Leuckart, 1828 - 11 faj; típusnem
- Metarhodactis Carlgren, 1943 - 1 faj
- Platyzoanthus Saville-Kent, 1893 - 1 faj
- Rhodactis Milne Edwards & Haime, 1851 - 7 faj